# الحرجة (حجر)

'

تعديل مصدري - تعديل

الحرجة هي إحدى قرى عزلة الصداره بمديرية حجر التابعة لمحافظة حضرموت، بلغ تعداد سكانها 107 نسمة حسب تعداد اليمن لعام 2004.